# Lucílio Batista
Lucílio Cardoso Cortez Batista (Lisbona, 26 aprile 1965) è un ex arbitro di calcio portoghese.
Ha iniziato ad arbitrare partite di prima divisione portoghese a metà degli anni '90. Ha arbitrato la finale della coppa portoghese 2008-09 fra Sporting CP e Benfica. A livello internazionale ha arbitrato due partite del campionato europeo di calcio 2004, tenutosi in Portogallo, nazione di nascita di Batista. Ha anche arbitrato nella FIFA Confederations Cup 2003 in Francia. In Champions League ha arbitrato sedici partite, e nella vecchia Coppa UEFA dieci.